# Friedrich Johann Albert Muck
Friedrich Johann Albert Muck   (Forheim, 24 d'abril de 1764 - Rothenburg, 4 de novembre de 1839), fou un músic i sacerdot alemany.
Esdevé pastor d'Euerbach a prop de Schweinfurt i posteriorment pastor de "Rothenburg an der Tauber" i regidor de l'església bavaresa (inspector d'Instrucció pública). Muck, en molts sentits, va prestar un servei excepcional a la litúrgia i l'arranjament musical del servei, i també va compondre noves melodies per a les cançons. També va publicar notes biogràfiques sobre el compositor de les melodies corals en el llibre coral de Baviera, (Erlangen, 1824); També tenia homilies i sermons impresos.